# Чеджудо
Чеджудо́ (кор. 제주도?, 濟州道?) — самый большой остров и самая маленькая провинция Южной Кореи. Официальное название провинции — Провинция с особой автономией Чеджу (кор. 제주특별자치도?, 濟州特別自治道? Чеджу тхыкпхёль чачхидо). Его административный центр — город Чеджу. Остров расположен в Корейском проливе к юго-западу от провинции Чолла-Намдо, частью которой Чеджу являлся до 1946 года. Был известен европейцам под названием остров Квельпарт.

## Названия
В корейском языке до — фонетическая транскрипция китайских иероглифов «остров» (島) и «провинция» (道). Таким образом, название Чеджудо может обозначать как остров, так и административную единицу. Таблица ниже также включает названия административного центра провинции Чеджудо.
| Русский           | Официальное название   | Хангыль        |
| Чеджу (остров)    | Чеджудо                | 제주도         |
| Чеджу (провинция) | Чеджу тхыкпёль чачхидо | 제주특별자치도 |
| Чеджу (город)     | Чеджу-си               | 제주시         |

Ниже перечислены исторические названия острова:
- Тои (도이, 島夷)
- Тонъёнджу (동영주, 東瀛州)
- Чухо (주호, 州胡)
- Тхаммора (탐모라, 耽牟羅)
- Сомна (섭라, 涉羅)
- Тханна (탁라, 竣羅)
- Тхамна (탐라, 耽羅)

## География

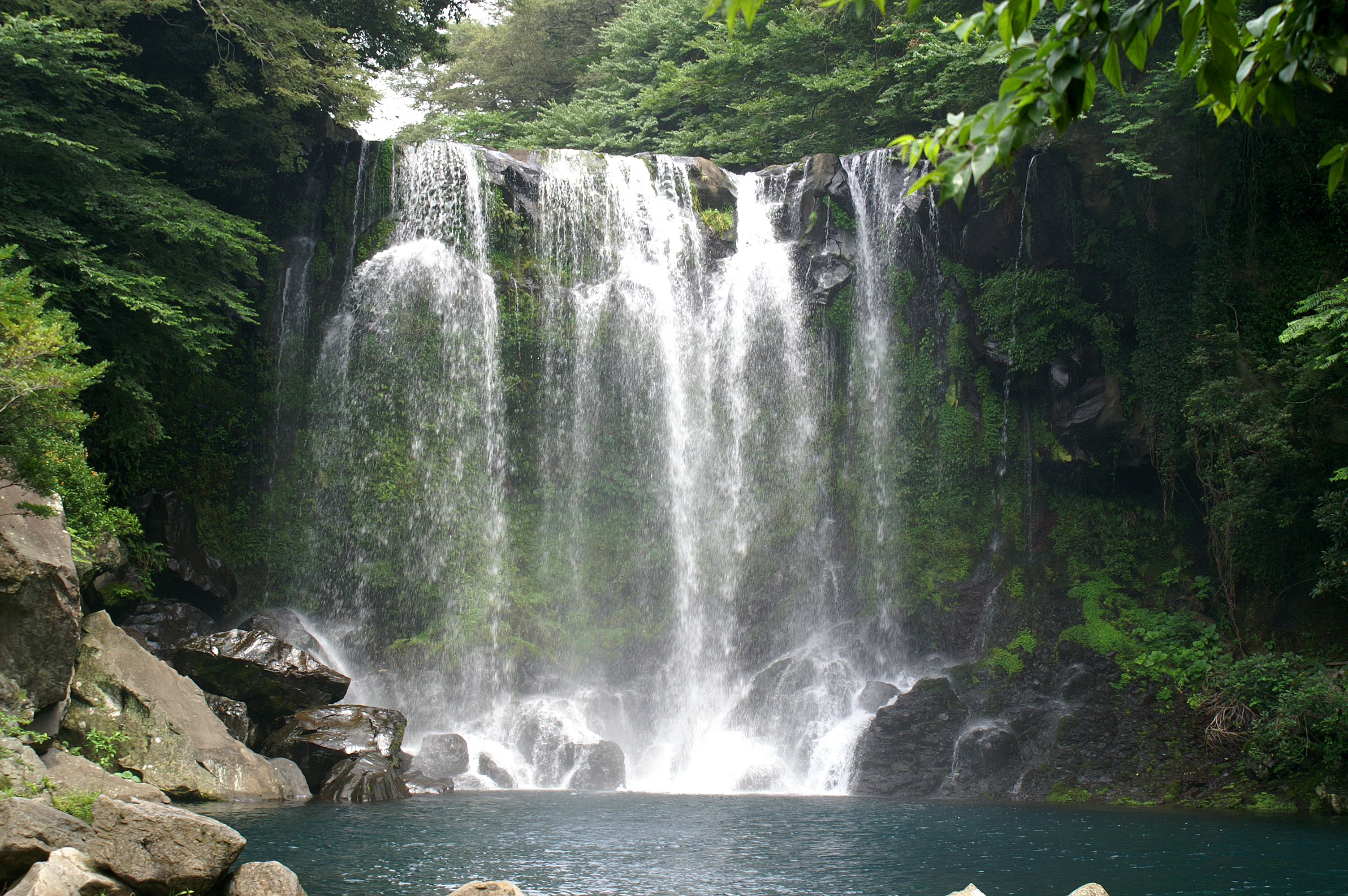
Водопад Чхонджеён

Остров Чеджу — ранее известный в Европе под именем Квельпарт — остров вулканического происхождения. Он сформирован несколькими вулканическими извержениями, случившимися за последние 1,2 миллиона лет. Состоит в основном из базальта (застывшей лавы).
Здесь находится вулкан Халласан, появившийся 780 тысяч лет тому назад. Это самая высокая гора в Южной Корее (1947 м). К вершине Халласана восходит жерло вулкана. Ещё несколько паразитических кратеров расположены на его склонах и побережье. К настоящему времени он считается потухшим, так как последнее извержение произошло 25 тысяч лет назад.
Во время оледенений плейстоцена понизился уровень Мирового океана, обнажив сухопутные коридоры, соединившие Чеджудо с Корейским полуостровом и Японией. По ним осуществлялся обмен животными и растениями.
С 2007 года уникальная природа острова находится под охраной ЮНЕСКО как объект Всемирного наследия «Вулканический остров Чеджудо и его лавовые трубки».

### Климат
Климат субтропический муссонный, более тёплый, чем в остальной Корее. Чеджудо обогревается водами Тихого океана, но наиболее мощные обвалы сибирского холода зимой способны вызвать заморозки. Основные климатические характеристики для низменной части острова рассчитаны за период 1971—2000 гг..
- Среднегодовая температура воздуха — +16 °С.
- Зима тёплая, точнее её нет как сезона. В январе термометры показывают в среднем +6 °С.
- Лето жаркое и душное. Самый тёплый месяц — август со средней температурой +26 °С.
- За год выпадает от 1200 мм осадков на западе острова до 1800 мм на его юго-востоке, на склонах вулкана — ещё больше.
- Сумма осадков за календарную зиму — от 120 до 200 мм. Помимо дождя, иногда идёт снег.
- За календарное лето в разных частях острова наливает от 500 до 800 мм.
- Зима ветреная. Летом ветер уменьшается, но в редкие дни возможны выходы тайфунов.
- Среднемесячная температура воды в море, восточнее Чеджудо, повышается от +13 °С в марте до +27 °С в августе[9].
- Среднегодовая скорость ветра составляет от 2,5 до 6,8 м/с, что означает, что здесь ветры сильнее чем на территории остальной страны. В особенности ветер набирает обороты в горной местности, а слабее всего в районе города Согвипхо.[10]

### Растительность
Чеджудо — единственная провинция Кореи, для которой характерны влажные субтропические ландшафты.
Пояс вечнозелёных лесов в значительной мере занят сельскохозяйственными угодьями и населёнными пунктами, остатки этих лесов распространены в основном на невостребованных скудных почвах. Многие из них — вторичные, за исключением рощи торреи орехоносной, которой несколько сотен лет. В средней и верхней частях Халласана располагается крупный зелёный массив, состоящий из листопадных, смешанных и хвойных лесов; на вершине вулкана — ковры из рододендронов и других кустарников и трав. Они охраняются национальным парком «Халласан».
Некоторые аборигенные для Кореи растения сохранились только на острове Чеджу. Это коричник камфорный, восковница красная, элеокарпус лесной, дистилиум кистевидный, рододендрон Вейриха (R. weyrichii), перец (P. kadsura), стефания японская. Очень редка михелия сжатая.
|                          |  |                  |  |                 |  |                         |  |                |
| Кринум азиатский (трава) |  | Камелия японская |  | Гибискус Хамабо |  | Снежноцвет притупленный |  | Махил Тунберга |

В субтропических лесах наиболее обычны вечнозелёные дубы, кастанопсис Зибольда, лавровые, каркас китайский, стиракс японский, клён дланевидный и маллотус японский. Компанию им составляютальбиция, идезия многоплодная, дендропанакс, фотиния, ардизия, аукуба, фикус, трахелоспермум азиатский и прочие.
В национальном парке «Халласан» распространены листопадные дубы, клёны, грабы, стиракс, волчелистник крупноножковый, падубы и саза. Также встречаются мелиосма, кизил японский, сакура, берёза, симплокос, гортензия, эускафис японский, актинидия и многие другие. Из хвойных деревьев и кустарников характерны пихты корейская и цельнолистная, тис, сосны и можжевельник.
В городском озеленении, садах и лесных плантациях используются растения, завезённые из других стран. Некоторые из них одичали на острове, например: саговник поникающий, криптомерия, подокарп, банан, глициния, мыльное дерево. Выращиваются мандарины и местная хурма.

### Животный мир

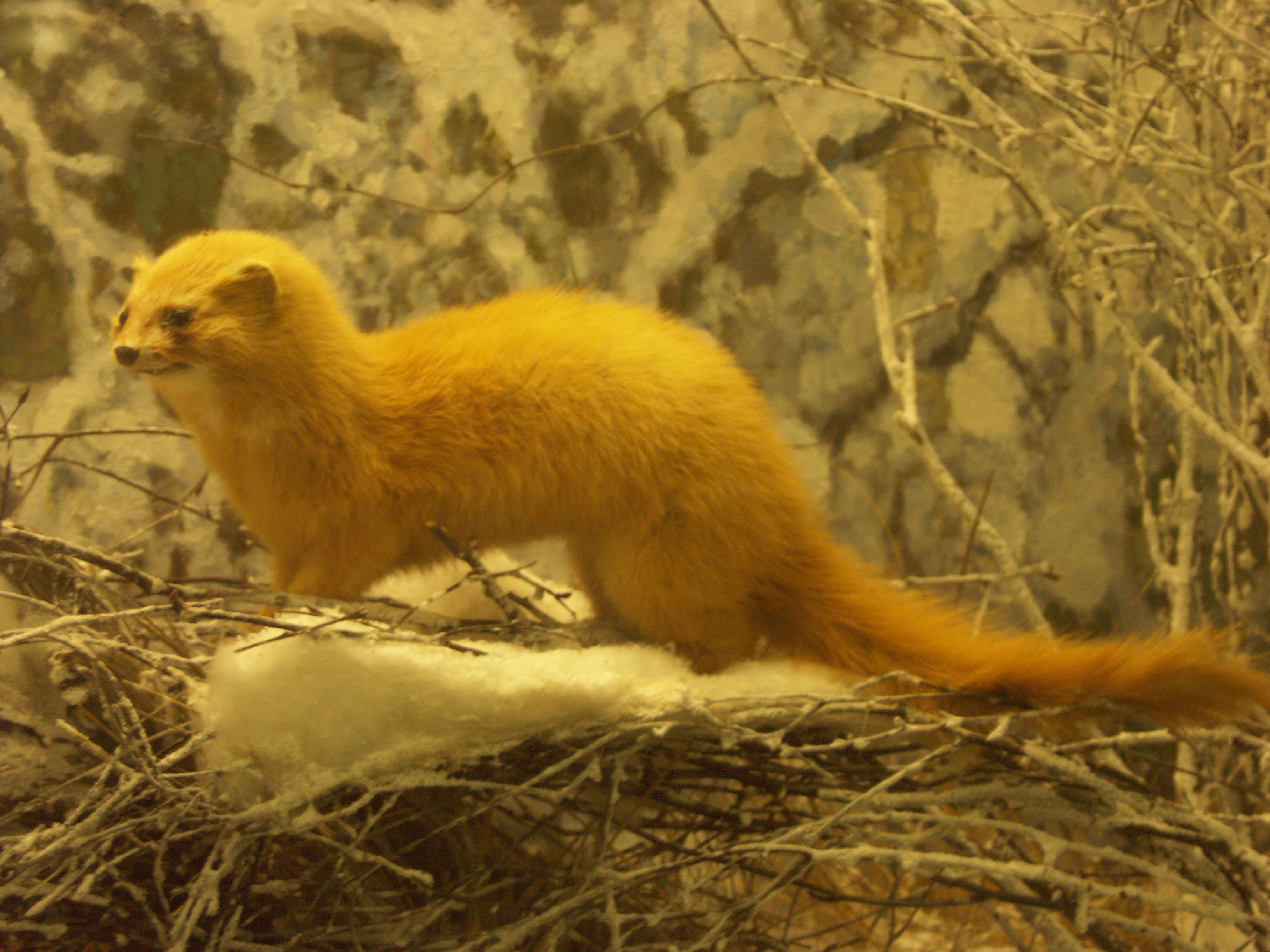
Колонок

Провинцию Чеджудо населяют 28 видов млекопитающих. Здесь обитают сибирская косуля, барсук, колонок, мышевидные грызуны, белозубки и летучие мыши, включая нетопырей. Ещё в древности с острова исчезли медведи. В XX веке деятельность человека привела к гибели кабанов, пятнистых оленей и леопардовых кошек. Кабаны и олени позднее вернулись в дикую природу. На остров завезены: лиса, обыкновенная белка, бурундук и нутрия. В Чеджудо нет распространённых в Корее харзы, водяного оленя и корейского зайца.
Среди сухопутных змей встречаются: уссурийский щитомордник, sibynophis chinensis, узорчатый полоз, тигровый и японский ужи. Водятся ящерицы: корейский сцинк (Scincella vandenburghi) и корейская долгохвостка. Из США завезена красноухая черепаха.
Земноводные представлены: корейским углозубом (Hynobius quelpaertensis), дальневосточной квакшей, дальневосточной жерлянкой, дальневосточной бычьей лягушкой и бурой лягушкой (Rana uenoi).

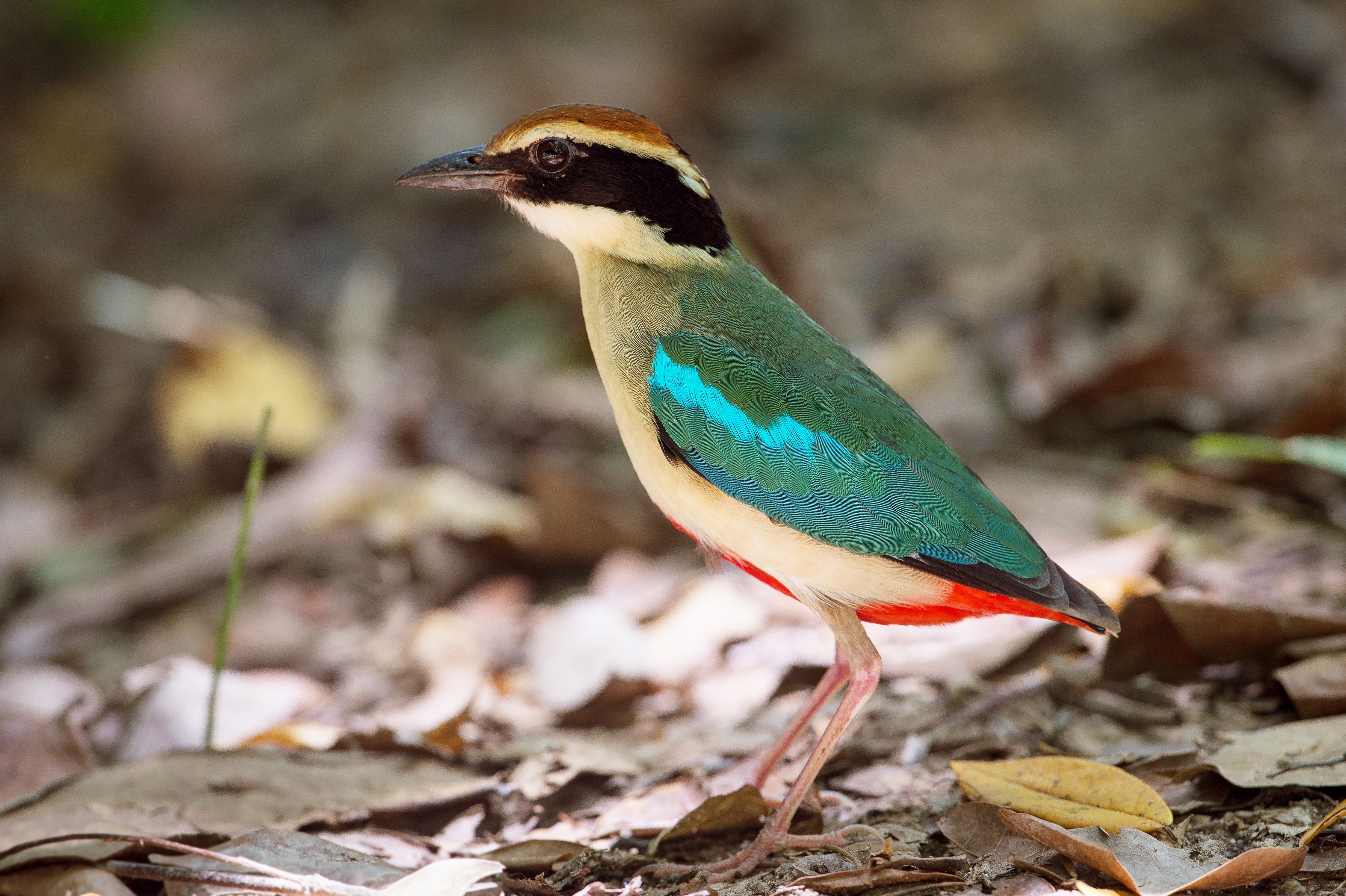
Питта-нимфа

На острове встречаются различные виды птиц: сапсан, белоспинный дятел, обыкновенный фазан, японская белоглазка, малая кукушка… Рядом с человеком живут: воробьи, синицы, вороны, сороки и ласточки. На фоне остальных птиц выделяются своей красотой: питта-нимфа, синий каменный дрозд, чёрная райская мухоловка и Ficedula zanthopygia. С водой связаны следующие виды: малая колпица, серая и восточная рифовая цапли, аисты, бакланы, гуси, утки, бекасы и чайки.
Характерны крупные экзотичные бабочки: графиум (Graphium sarpedon), бианор, ксут, данаида сита… На острове найдены: цикады, богомолы, стрекозы, муравей-древоточец, термиты, жужелицы и сколопендра.
Чеджудо богат рыбой. В одной только приливной зоне водятся 76 видов, включая Microcanthus strigatus. Пользуются спросом: японский терпуг, кефали, японский анчоус и прочие промысловые рыбы.

## История
Чеджудо был независимой страной под названием Тхамна (耽羅) до завоевания его государством Силла в 662 году. В 938 году, после падения Силлы, Тхамна перешёл под протекторат Корё, сохраняя при этом широкую автономию. В 1105 году автономия Тхамна была ограничена и остров стал провинцией Корё. Король Ыйджон изменил название острова на Чеджу.
В 1270 году Чеджу стал колыбелью восстания Самбёльчхо против монголов. Благодаря поддержке простого народа, восставшим удалось взять под контроль все морские перевозки вдоль южных морских границ страны. В начале 1273 года объединенные Корёско-монгольские войска общей численностью около 10 тыс.человек на 160 кораблях атаковали остров. Более 1300 человек были взяты в плен. После подавления Самбёльчхо в 1273 году Корё окончательно завоевали монголы, однако сами они в основном не селились на Корейском полуострове, исключение составлял остров Чеджудо. Он подходил для занятия скотоводством и служил базой для планирования военных походов в Японию. Уже в 1294 году после переговоров остров вновь вошёл в состав государства Корё, хотя монголы оставались на острове вплоть до 1374 года, а в 1367 году остров полностью стал частью Корё.
В 1488 году корабль с возвращавшимся с Чеджудо на большую землю чиновником Чхве Пу был отнесен длительным штормом к берегам юго-восточного Китая. Книга Чхве Пу о его путешествии через пол-Китая обратно в Корею была опубликована в Корее его внуком в 1569 году и вскоре переиздана в Японии, приобретя широкую известность в обеих странах.
После аннексии Кореи Японией в 1910 году Чеджу сменил название на Сайсю, так в японском языке произносится слово «Чеджу», записанное на ханча.
26 февраля 1945 года императорская ставка в Токио отдала приказ о проведении мероприятий по обеспечению боевой готовности в метрополии, в соответствии с которым на территории Японии и Кореи предусматривалось увеличение численности войск и создание к сентябрю 1945 года новых армейских частей. Первый этап мобилизации начался в конце февраля 1945 года и прошёл успешно (в конце февраля в Корее сформировали две дивизии береговой обороны и две отдельные смешанные бригады; для руководства этими соединениями в ходе второго этапа мобилизации был создан штаб 58-й армии на острове Чеджудо), второй этап мобилизации закончился в начале апреля 1945 года.
После освобождения страны Чеджу стал частью Кореи. До 1946 года остров входил в состав провинции Чолла, затем получив статус провинции.
Весной 1948 года на острове вспыхнуло крестьянское восстание, при подавлении которого правительственные силы проявили исключительную жестокость. Восстание привело к гибели от 14 до 30 тысяч человек, что составляло значительную часть (до 10 %) населения острова, и оставило глубокий след в местной исторической памяти.
До начала 1960-х годов основой экономики острова служило рыболовство, сбор моллюсков и водорослей, а в конце шестидесятых годов остров стал превращаться в крупный туристический центр.
С начала 2010-х годов местное население острова вело борьбу против планов строительства на острове военной базы. Американский кинодокументалист Реджис Трембли (англ. Regis Tremblay) снял фильм «Призраки Чеджудо» (англ. The Ghosts of Jeju, 2013). Тем не менее, база была открыта 26 февраля 2016 года.

## Административное деление
Чеджудо поделена на два города («си»). Далее даны их названия в русской транскрипции, на хангыле и ханчче. В 2005 году жители Чеджудо проголосовали на референдуме за объединение этих территорий в одну, управляющуюся правительством провинции. Это является частью плана по созданию свободного города Чеджу.
Также до 2006 года существовало два уезда — Намчеджу и Пукчеджу. В 2006 году они были объединены с городом Согвипхо.
| Карта | №        | Наименование | Хангыль  | Ханча | Административный статус |
| ----- | -------- | ------------ | -------- | ----- | ----------------------- |
|       |          |              |          |       |                         |
| 1     | Чеджу    | 제주시       | 濟州市   | Город |                         |
| 2     | Согвипхо | 서귀포시     | 西歸浦市 | Город |                         |

## Экономика

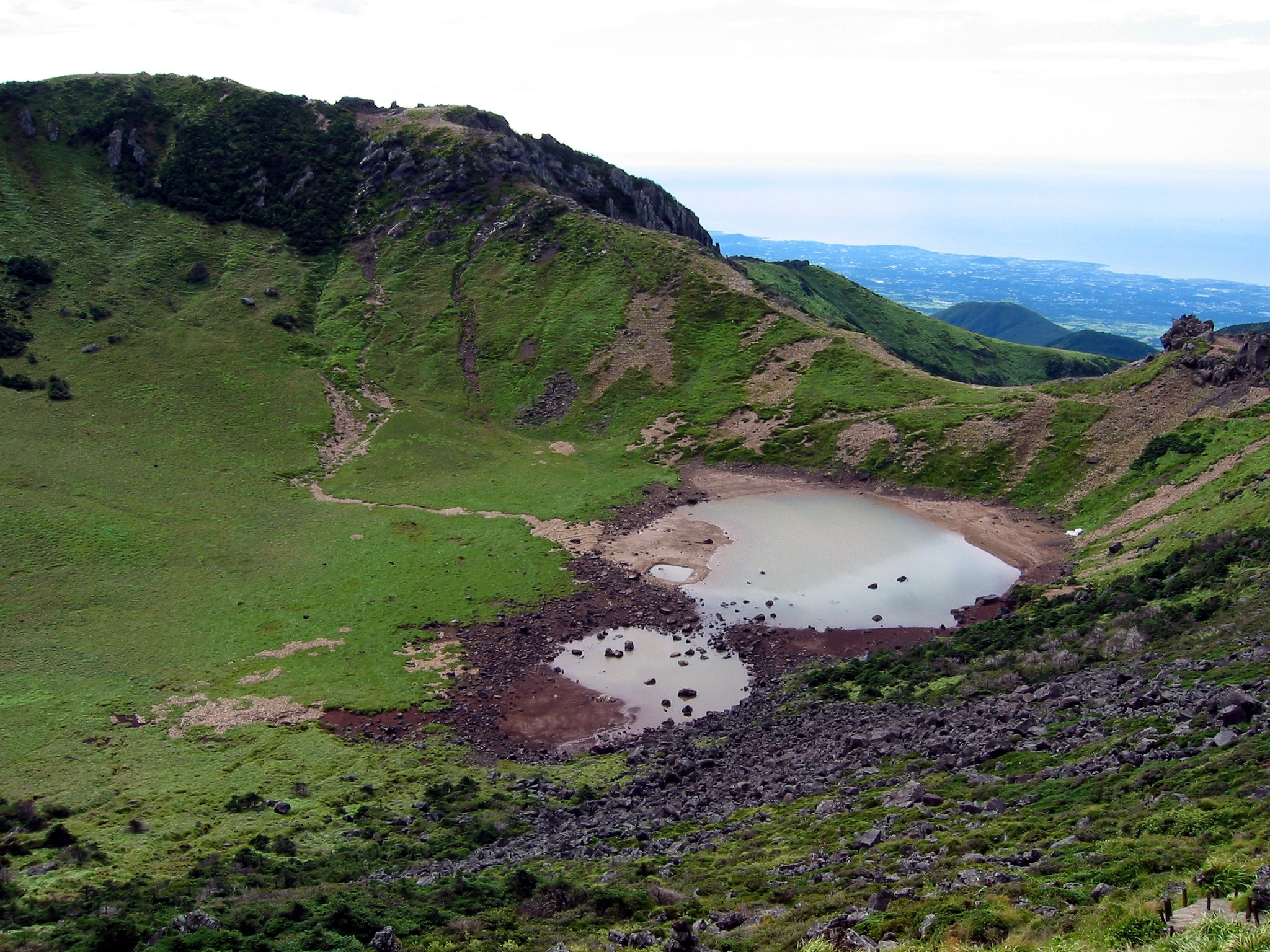
Кратерные озера на Чеджудо

Экономика Чеджудо продолжает расти за счет увеличения числа иностранных туристов, но потребление и занятость в региональной экономике восстанавливаются медленно, что приводит к слабому улучшению экономической ситуации. Под конец 2023 года власти Чеджудо планировали увеличить бюджет острова до 8 трлн. вон, но из-за дефицита государственных налоговых поступлений и снижения дохода и из-за вялой экономики, 3-го ноября 2023 года власти Чеджудо установили бюджет на 2024 год в размере 7 трлн. 210 млрд. вон. Это на 2.07% больше чем в 2023 году (В 2023 году бюджет был 7 трлн. 60 млрд вон). ВВП  в 2024 году составляет 16,6 млрд долларов США, а ВВП на душу населения составляет 24 634 долларов США.

## Обеспечение электроэнергией
Потребности в электроэнергии острова намного превышают количество вырабатываемой электроэнергии. Покрывается эта разница за счёт электроэнергии из материка. Электросети острова соединены с материком посредством высоковольтной линии Хэнам-Чеджу. Однако, часть потребностей острова в энергии покрывается за счет местных электростанций. В 2001 году на Чеджудо было 4 электростанции, ещё несколько находились в стадии разработки. Наиболее значимая из них это газовая электростанция в Чеджу-си. Современные генераторы этой станции, сконструированные в 1980-х годах, заменили прежние 1968 года.

## Туризм
Туризм играет большую роль в экономике Чеджу. Климат, ландшафт, пляжи сделали остров основным направлением корейского внутреннего туризма и притягивают множество отдыхающих из других уголков Азии: Японии, Китая и т. д.
Большая часть корейцев отправляется на Чеджу во время медового месяца, поэтому на острове есть большое количество парков и аттракционов специально для молодоженов, например Love Land.
Авиамаршрут из Сеула на остров Чеджудо был назван самым популярным авианаправлением в мире в 2017 и 2018 годах, с показателями 2018-го — более 13,4 млн пассажиров и в среднем 180 регулярных рейсов в день.

## Общество и культура

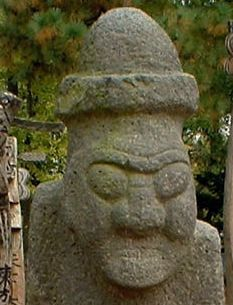
Харыбан

Ввиду относительной изоляции острова культура Чеджудо отличается от культуры континентальной части Кореи. Наиболее известный культурный артефакт — знаменитый харыбан («каменный дед»), вырезанный в лаве.
Другой аспект жизни жителей Чеджудо — матриархальная структура семьи, распространённая по большей части в прибрежных районах Удо и Мара и менее распространённая в остальных частях острова. Самый яркий пример такой структуры — хэнё (해녀; 海女, «женщина моря»), которые являются главами своих семей. Они зарабатывают на жизнь, ныряя на большую глубину без акваланга для сбора моллюсков, морских ежей и множества других продуктов моря.

## Символы провинции
- Цветок: Рододендрон (Rhododendron weyrichii — Чхамккот)
- Дерево: Коричник камфорный (Cinnamomum camphora — Нокнаму)
- Птица: Белоспинный дятел (Dendrocopos leucotos quelpartensis)

## Регионы-побратимы
Все эти регионы также являются островами:
- Хайнань (Китай)
- Гавайи (США)
- Сахалин (Россия)
- Бали (Индонезия)